# 2 + 2 = 5 (cântec)
2 + 2 = 5 sau The Lukewarm. este prima piesă de pe albumul Hail to the Thief al trupei britanice Radiohead. 